# Free Press Unlimited
Free Press Unlimited is een internationale niet-gouvernementele persvrijheid organisatie gevestigd in Amsterdam (Nederland). Met meer dan 300 lokale mediapartners in meer dan 50 landen werken ze aan hun missie om onafhankelijk nieuws en informatie beschikbaar te maken voor iedereen. Dit doen zij door journalisten en mediaprofessionals te ondersteunen met pleitbezorging, noodhulp, advies, capaciteitsopbouw en trainingen. De Algemeen Directeur van Free Press Unlimited is Ruth Kronenburg.

## Missie en visie
De missie van Free Press Unlimited is ervoor zorgen dat onafhankelijk nieuws en informatie beschikbaar is en blijft voor iedereen, vooral in landen waar geen of beperkte persvrijheid is. Zij vinden dat toegang tot informatie, onafhankelijke media en vrijheid van meningsuiting cruciaal zijn voor burgers en maatschappelijke organisaties die armoede en ongelijkheid in hun samenleving willen bestrijden. Door onafhankelijk te berichten en publiek debat mogelijk te maken, kunnen onafhankelijke media bijdragen aan positieve verandering in hun samenleving. 
Hun missie komt voort uit Artikel 19 van de Universele Verklaring van de Rechten van de Mens, opgesteld in 1948: “Een ieder heeft recht op vrijheid van mening en meningsuiting. Dit recht omvat de vrijheid om zonder inmenging een mening te koesteren en om door alle middelen en ongeacht grenzen inlichtingen en denkbeelden op te sporen, te ontvangen en door te geven.”
Persvrijheid is een mensenrecht. Free Press Unlimited’s visie is dan ook: Mensen verdienen het om te weten wat er om hen heen gebeurt, overal ter wereld. Dit vertaalt zich in steun aan lokale media professionals en journalisten. Volgens Free Press Unlimited staan juist zij dicht bij hun publiek en zijn daarmee de beste garantie voor een duurzaam, professioneel en divers medialandschap. Free Press Unlimited helpt hen om mensen toegang te geven tot de betrouwbare informatie die hen helpt te overleven, zichzelf te ontwikkelen en waarmee zij hun overheden kunnen controleren.
Free Press Unlimited focust zich op 3 thema’s: Safety for journalists (1), Media resilience & viability (2) and Media in civic shrinking spaces (3).

## Lidmaatschappen en voorzitterschap
Free Press Unlimited is lid van Civicus, Partos, Global Forum For Media Development en Ifex. Ze werken sinds 2011 samen met het Breed Mensenrechten Overleg (BMO). 
Sinds juli 2023 vormen Free Press Unlimited en Reporters Without Borders een strategische alliantie gericht op het bevorderen van kwaliteitsjournalistiek en het beschermen van persvrijheid. 

## Geschiedenis
De organisatie is op 28 april 2011 ontstaan uit een fusie tussen Free Voice en Press Now. Op 1 juni 2011 voegde de afdeling Internationale Projecten van de RNTC zich bij deze nieuwe organisatie. Free Press Unlimited is gecertificeerd door de Internationale Organisatie voor Standaardisatie (ISO) en heeft het keurmerk van het Centraal Bureau Fondsenwerving (CBF). 
Free Voice was een mediaorganisatie die in 1986 werd opgericht. De organisatie zette zich in voor persvrijheid en vrije informatievoorziening in ontwikkelingslanden in Afrika, Azië, Latijns-Amerika en het Midden-Oosten en Noord-Afrika. Press Now was een Nederlandse stichting die in 1993 werd opgericht door een aantal journalisten, politici en andere betrokkenen, gesteund door de Nederlandse Vereniging van Journalisten en De Balie. Press Now ondersteunde onafhankelijke media in conflictgebieden en transitielanden; zij begon haar werkzaamheden in het uit elkaar vallende Joegoslavië. RNTC Internationale Projecten bood media training en cursussen journalistiek aan, aan internationale studenten, veelal uit ontwikkelingslanden. RNTC Internationale Projecten was verbonden aan Radio Nederland Wereldomroep.